# ترونغ فان هاي
ترونغ فان هاي هو لاعب كرة قدم فيتنامي في مركز الدفاع، ولد في 17 مارس 1975 في محافظة بنه ديونغ في فيتنام. لعب مع نادي بيكامكس بين دونغ ونادي نافيبانك سايغون.